# PQFP

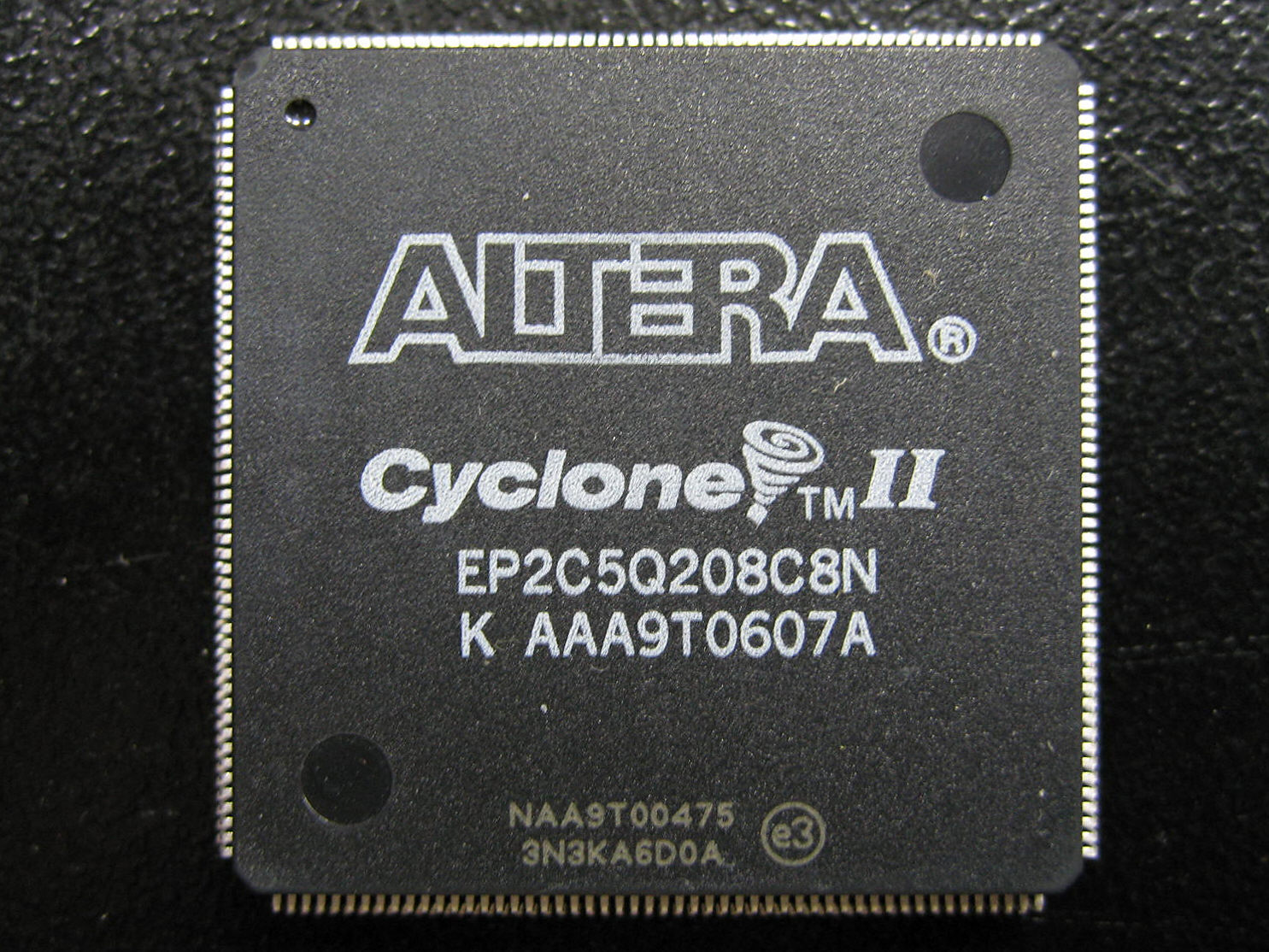
208핀 PQFP 패키지 FPGA

PQFP (plastic quad flat pack)는 집적회로 패키지의 한 종류이다. 일반적으로 PQFP 패키지는 더 얇은 TQFP 패키지로 대체되었다.
PQFP 패키지의 두께는 2.0밀리미터에서 3.8밀리미터까지 다양할 수 있다.

## 같이 보기
- 집적회로
- LQFP
- TQFP